# Guarujá Open 1983
Il Guarujá Open 1983 è stato un torneo di tennis giocato sulla terra rossa. È stata la 1ª edizione del torneo che fa parte del Volvo Grand Prix 1983. Si è giocato a Guarujá in Brasile su campi in terra rossa dal 24 al 31 gennaio 1983.

## Campioni

### Singolare maschile
José Luis Clerc ha battuto in finale  Mats Wilander con il punteggio di 3–6, 7–5, 6–1

### Doppio maschile
Tim Gullikson /  Tomáš Šmíd hanno battuto in finale  Shlomo Glickstein /  Van Winitsky con il punteggio di 6–4, 6–7, 6–4